# Principis de Kerckhoffs
En criptografia, els sis principis de Kerckhoffs relatius a les propietats desitjables d'un sistema criptogràfic són:
1. Si el sistema no és teòricament irrompible, almenys ha de ser-ho en la pràctica.
2. L'efectivitat del sistema no ha de dependre que el seu disseny romangui en secret.
3. La clau ha de ser fàcilment memoritzable de manera que no calgui recórrer a notes escrites.
4. Els criptogrames hauran de donar resultats alfanumèrics.
5. El sistema ha de ser operable per una única persona.
6. El sistema ha de ser fàcil d'utilitzar.

Van ser enunciats per Auguste Kerckhoffs el 1883.
Per antonomàsia, el segon d'ells rep el nom de principi de Kerckhoffs. Segons aquest principi, la seguretat del sistema ha de recaure en la seguretat de la clau, havent-se de suposar coneguts la resta dels paràmetres del sistema criptogràfic. El principi va ser reformulat, possiblement de manera independent, per Claude Shannon: l'adversari coneix el sistema. Aquesta formulació es coneix com la màxima de Shannon i és el principi més comunament adoptat pels criptòlegs en oposició a l'anomenada seguretat a través de la foscor.

## Exemple del principi de Kerckhoffs
En el següent text xifrat, no comprensible a primera vista, 
| « | OD FULSWRJUDILD SUHVHUYD OD FRQILGHQFLDOLGDG | » |

el criptosistema conté la clau secreta k=3, sent el mètode, el codi ASCII de la lletra que es desitja encriptar més tres; ja resolt amb aquestes dades la frase desxifrada és:
| « | LA CRIPTOGRAFIA PRESERVA LA CONFIDENCIALITAT | » |